# FromAスキーチーム
FromAスキーチーム(フロムエースキーチーム)は、かつて日本に存在した、スキーチーム。リクルート社発行のアルバイト求人情報誌「フロム・エー」をメインスポンサーとし、主に深夜のテレビ番組で、1980年代後半（バブル景気期）から多シーズンに渡り活動。同じFromAのスポンサーのスキーチーム「FromA Snow Riders」とは異なる。

## 概要
- 基礎スキー全盛期の1985年、レジャースキーの伝道師として結成されたスキーチーム。
- チームのメンバーは、主にフリースタイルスキー経験者で構成され、中には国内トップレベルの選手も多く在籍していた。
- 活動当時、日本ではまだマイナーな存在だったフリースタイルスキーや、パウダースキーなどのフリースキーの要素を多く取り入れ、時代の先駆けであった。
- メンバーは、他に家業や店舗経営などの専業を持ちながらスキー活動をしていたため、専業活動(店舗名など)に由来したニックネームや、メンバーの個性や特徴を活かしたニックネームが全員に付けられていた。
- 主メンバーは、毎年ほとんど変わることなく翌年も在籍するが、シーズンごとに若干のメンバーの入れ替わりや増員が行われた。
- フロムAとのスポンサー契約が終了した時点で、チーム名を「GAGANDO(ギャギャンドゥ)」とし、ニューメンバーを新たに加え活動をスタート。

## 歴代チームメンバー
| ニックネーム   | 本名       | プロフィール |
| -------------- | ---------- | --- |
| モーグル斉藤   | 斉藤雅裕   | 日本モーグル界のパイオニア。ジャパンプロフリースタイルスキー選手権モーグル優勝など数々のスノーシーンで活躍。飯綱リゾートでロッジモーグルハウスを経営。元CABINスキーチーム。              |
| アンクル小林   | 小林啓二   | 日本フリースタイルスキー界のパイオニア。ジャパンプロフリースタイルスキー選手権エアリアル優勝。                                                                                           |
| エアリアル折戸 | 折戸進     | 元エアリアルの競技者。ジャパンプロフリースタイルスキー選手権エアリアル優勝など数々のタイトルを獲得。日本エアリアル界のパイオニア。元CABINスキーチーム。                                  |
| インター原     | 原信二     | フリースタイラー。ニックネームの由来は、早稲田で「インタークルー」というスポーツブティックのオーナーであることから命名。番組中に青山大学生とのナレーションあり。                         |
| ダンディー樋口 | 樋口不二夫 | 日本フリースタイルスキー界のパイオニア。数々のモーグル選手権で優勝。元ルーデンス昭和スキー場スノードルフィンスキースクール元校長。飯綱リゾートでペンションを経営。                       |
| シュリンプ前田 | 前田福広   | 日本フリースタイルスキー界のパイオニア。第一回全日本プロフリースタイル選手権モーグル優勝、数々のモーグル選手権のタイトル獲得、日本のトップフリースタイラー。                             |
| ベム中村       | 中村匠一   | 日本フリースタイルスキー界のパイオニア。ジャパンプロフリースタイルスキー協会会長。 |
| カットビ伊藤   | 伊藤明成   | 元ダウンヒル選手。 野沢ダウンヒルで2年連続優勝。 |
| ラクロス鈴木   | 鈴木秀文   | 当時、慶應大学生でありラクロスを日本に導入したメンバーの一人。 |
| 五十嵐         | 五十嵐和哉 | 三浦ドルフィンズ所属。三浦雄一郎エベレスト遠征隊のメンバー。全日本フリースタイルスキー選手権大会優勝。ワールドカップモーグル出場。元全日本スキー連盟（SAJ）フリースタイルスキーコーチ。  |
| 謎の東洋人     | 小森愼也   | 番組ディレクター兼スキーヤー兼チームCEO |
| バンプ時井     | 時井秀彦   | 当時、現役の大学生でありモーグル全日本選手権にも出場していたトップ選手。卒業後ANAパイロット。                                                                                            |
| パンツマン土谷 | 土谷孝幸   | モーグル全日本選手権にも出場しており、番組中もバンプ時井と全日本コンビと紹介されていた。                                                                                                 |
| 西洋の魔人     | ケン黒田   | |
| ドマン大平     | 大平昌克   | チームウェア「ドマンセマン」のウェアを着せたマネキン人形に顔が似ていたのがニックネームの由来。クロスカントリースキーなどノルディック複合選手として活躍。全日本ジュニアオリンピック出場。 |
| 女王様ユーコ   | 小森裕子   | スペシャルメンバー兼パーソナルスポンサー |
| ikuちゃん      | ？         | JALオクマリゾート＆日航アンヌプリ所属 |

## テレビ番組来歴
- 「フロムA」の一社提供。
- 毎年、番組タイトルが変わるが、基本的に「レッツ！○○○スキー」の、○○○の部分だけが変わる。
- フジテレビ（後期はテレビ東京）で深夜15分間、毎年、1月から3月までの1クールの期間限定放送。放送終了後に、テレビ神奈川などの独立UHF放送局で、数年遅れで再放送されていた時期もあった。
- 番組初期、現在FM802で活躍するラジオDJ「マーキー」が、まだかけ出しの頃、旧名「マーキー谷口」名義で番組ナレーションを担当。
- スキーチームメンバーとして番組出演している小森愼也は、番組プロデューサーも兼任している。
- 制作：APクリエーション

### ロケ地(収録場所)
- 1月放送開始分の番組ロケは、前年末までに行われるため、その時期本州より積雪量が豊富な北海道（主にニセコ）で収録し、積雪状況により本州スキー場へと移動。
- スポンサーの「フロムA」を発行するリクルート社が、当時、安比高原スキー場の経営に関わっていたため、安比高原での撮影も多かった。
- 苗場スキー場での収録も多かった。これは、番組内でモーグルのシーンも多く、当時苗場にはコブが多く存在し、撮影に適していたことや、スポンサー「フロムA」の若い読者層と、苗場の来場者層とが合致していたためではないかと思われる。

### サブメンバー
- メインメンバーの他に、サブメンバーとして番組前期は「ミスフロスティー」、後期は「ガンバル隊」というサブメンバーが存在した。
- どちらも、ゲレンデロケに同行し、スキー技術的にはややメインメンバーより劣るので、ゲレンデでのスキーレッスン企画も放送された。
- 「ミスフロスティー」は全員女性で、男性だけのメインメンバーの中で華を添えるアシスタント的役割。
- 「ガンバル隊」は、雑誌「フロムA」の読者参加企画で、応募者の中からオーディションで選ばれた若い男女数名で構成された。数名いたガンバル隊の中でも、ドンブリ耕太（白井耕太）は非常にスキー技術にセンスがあり、後にメインメンバーに昇格してしまう。

### 番組の歴史

#### 「Let's！The SUPER SKI」1985年
個人の製作スポンサーを募り、日本テレビ、制作会社、出演者など様々な支援協力を得て、「11PM」（日本テレビ・読売テレビ）の続き時間帯で番組がスタート。
- 個人製作スポンサー
  - 児玉光士（FromA）
  - 道下裕史（FromA）
  - 小森裕子
  - 和泉 剛
- 初代チームメンバー
  - 小林啓二 - ジャパンプロフリースタイルスキー選手権エアリアル優勝
  - 樋口不二夫 - 数々のプロモーグル選手権優勝・三浦スノードルフィンズ所属
  - 折戸進 - ジャパンプロフリースタイルスキー選手権エアリアル優勝・CABINスキーチーム所属
  - 中村匠一 - ジャパンプロフリースタイルスキー協会会長・モーグル＆エアリアル選手
- 製作協力
  - JALスキーツアー北海道（DCT）
  - ホテル日航アンヌプリ
  - ニセコグランヒラフ
  - 手稲ハイランド
  - 安比高原
  - 三浦ドルフィンズ
- チームウエア
  - CPスポーツ
- ナレーション
  - マーキー谷口

#### 「Let's！EXCITING SKI」1987年
- メインメンバー
  - モーグル斉藤（斉藤雅裕）
  - ダンディー樋口（樋口不二夫）
  - ベム中村（中村匠一）
  - カットビ伊藤（伊藤明成）
  - 謎の東洋人（小森愼也）
  - Wユウコ（小森裕子）
  - Wユウコ（東福寺裕子）
- ナレーション
  - マーキー谷口
- チームウエア
  - パーソンズ

#### 「Let's！PROJECT SKI」1988年
- チームウェア
  - まだ緑や黒の単色で派手さはなく、後期になって「FromA」のイメージ色であるオレンジ色に変わる。
- メインメンバー
  - モーグル斉藤（斉藤雅裕）
  - ダンディー樋口（樋口不二夫）
  - エアリアル折戸（折戸進）
  - ベム中村（中村匠一）
  - 謎の東洋人（小森愼也）
  - 女王様ユーコ（小森裕子）
- ナレーション
  - マーキー谷口

#### 「Let's！PRIVATE SKI」1989年
1989年フジテレビの深夜帯番組『JOCX-TV2』の一番組として放送される。番組途中に入るスキーマテリアルガイドのコーナーでは、当時渋谷ハチ公口にあった「ホワイトスポーツ」(後に閉店)で収録を行っていた。
- チームウェア
  - SNOW COMMAND（TORUBION）- TORUBION(トルビオン)はデサント社出資の系列会社。
  - オレンジの単色に胸と背中部分に黒色で「FromA」の文字。「A」の部分が大きくプリント。メインスポンサーの「FromA」以外にピザチェーン店「シェーキーズ」「JAL」がサブスポンサーとして、ウェアに名前が入る。
- メインメンバー
  - モーグル斉藤（斉藤雅裕）
  - エアリアル折戸（折戸進）
  - ダンディー樋口（樋口不二夫）
  - シュリンプ前田（前田福広）
  - ベム中村（中村匠一）
  - インター原（原信二）
  - カットビ伊藤（伊藤明成）
  - ラクロス鈴木（鈴木秀文）
  - 謎の東洋人（小森愼也）
  - 女王様ユーコ（小森裕子）
  - ikuちゃん
- ミスフロスティー（アシスタント）
  - 五十嵐綾子
  - 高橋美奈子
  - 竹村純子
  - 八森恵理子
  - 松本千都子
- ナレーション
  - マーキー谷口
- オープニング曲
  - Works（BOUND）- スポンサー企業であるFromAのCMソングコンテストでグランプリ受賞した楽曲。
- 撮影協力
  - シェーキーズ
  - トルビオン株式会社
  - 三菱レンタカー
- 制作協力
  - 渋谷ホワイトスポーツ
  - 株式会社サンプランニング
  - 日本映像民俗社
- プロデューサー
  - 竹村裕彦（フジテレビ）
  - 小森愼也（APクリエーション）

#### 「Let's！MAGICAL SKI」1990年
1990年フジテレビの深夜帯番組『JOCX-TV+』の一番組として放送される。
ナレーターの変更や、チームウエアが大きく変わり一新され、この年より、新メンバーとして五十嵐和哉、パンツマン土谷(土谷孝幸)、ドマン大平(大平昌克)が加入。ラクロス鈴木(鈴木秀文)は、このシーズンをもって卒業。
アシスタント「ミスフロスティー」が、読者参加企画の「がんばる隊」へと変わる。「がんばる隊」は、男女合わせて330人の応募者の中からオーディションで選出。オーディション会場には、当時のFromA編集長・道下裕史や、司会進行として当番組ナレーションの斉藤リョーツ・鈴木ケイザブローが登場。
スポーツショップのヴィクトリアと提供関係になり、番組途中に入るスキーマテリアルガイドのコーナーは、御茶ノ水のヴィクトリア本店内や安比高原スキー場で収録されることが多かった。このコーナーのみ、ナレーションの斉藤リョーツ、鈴木ケイザブローも声だけでなく映像にも出演している。
e.s.s.bar製のビンディングや、当時ヴィクトリアが扱っていたブランド「スポルディング」製の蛍光色のストックが出演者(がんばる隊を除く)に用具提供される。
- チームウェア
  - この年から、タイヤメーカーのミシュランのキャラクター『ビバンダム』のようなモコモコな上半身のDOMN SEMN(ドマンセマン)製デザインに変わる。FromAのイメージカラー全身黄色の単色に、胸と黒色で「A」と大きくプリント。
  - がんばる隊のウェアは、当時ヴィクトリアが扱っていたオリジナルブランド「F.C.O」のウェアが提供される。
- メインメンバー
  - モーグル斉藤（斉藤雅裕）
  - ダンディー樋口（樋口不二夫）
  - インター原（原信二）
  - エアリアル折戸（折戸進）
  - カットビ伊藤（伊藤明成）
  - ドマン大平（大平昌克）
  - パンツマン土谷（土谷孝幸）
  - ラクロス鈴木（鈴木秀文）
  - 五十嵐和哉
  - ベム中村（中村匠一）
  - 謎の東洋人（小森愼也）
  - 女王様ユーコ（小森裕子）
- がんばる隊
  - 伊沢淳志
  - 奥田光
  - 久保祐一
  - 幸田朋子
- ナレーション
  - 斉藤リョーツ＆鈴木ケイザブロー

#### 「Let's！RADICAL SKI」1991年
この年より、新メンバーとしてバンプ時井(時井秀彦)、ケン黒田が加入。
- チームウェア
  - 前年の全身黄色から上半身だけがショート寸の黄色のジャケットスタイルに変わる。
  - シルエットは前年同様、タイヤメーカーのミシュランのキャラクター『ビバンダム』のようなモコモコで、上半身だけがショート寸の黄色（FromAのイメージカラー）のジャケットスタイルで、胸に「FromA」のプリントが施される。
  - 下は水色をメインとし、他に紫・赤など多色使いのプリント柄（顕微鏡である物を見た模様がモチーフ）となる。
  - この配色パターン以外に、上半身のジャケットにも下半身と同柄の多色使いのプリント柄のジャケットを合わせた別バージョンも存在する。
- メインメンバー
  - モーグル斉藤（斉藤雅裕）
  - インター原（原信二）
  - エアリアル折戸（折戸進）　
  - カットビ伊藤（伊藤明成）
  - ダンディー樋口（樋口不二夫）
  - ドマン大平（大平昌克）
  - 西洋の魔人（ケン黒田）
  - パンツマン土谷（土谷孝幸）
  - バンプ時井（時井秀彦）
  - ベム中村（中村匠一）
  - 謎の東洋人（小森愼也）
  - 女王様ユーコ（小森裕子）
- がんばる隊
  - 小川由起子
  - 高橋里枝
  - 八重樫由美
  - 原田幸一
  - 山崎徹生
  - 横山峰弘
- ナレーション
  - 斉藤リョーツ＆鈴木ケイザブロー
- オープニング曲
  - 来たぜ!!（爆風スランプ）

#### 「Let's！EXTREME SKI」1992年
1992年テレビ東京で深夜帯に放送される。
この年より、新メンバーとしてハンマー石関(石関徹也)が加入。
スキーヤー以外に初のスノーボーダーとして岸友香(気まぐれユカ)が登場する。
- チームウェア
  - 基本的には前年度と大きく変化はないが、ジャケットの配色が前年の黄色から紫色に変わる。
- メインメンバー
  - モーグル斉藤（斉藤雅裕）
  - インター原（原信二）
  - エアリアル折戸（折戸進）
  - カットビ伊藤（伊藤明成）
  - ハリケーン黒田（ケン黒田）
  - ハンマー石関（石関徹也）
  - バンプ時井（時井秀彦）
  - パンツマン土谷（土谷孝幸）
  - 謎の東洋人（小森愼也）
  - 女王様ユーコ（小森裕子）
  - 気まぐれユカ（岸友香） - スノーボーダー
- がんばる隊
  - 河原壮平
  - 久保田恵美 - 後に乙女塾8期生として活躍。
  - 佐伯由加利
  - 白井耕太 - 後に、スキー技術の高さから、後身チームGAGANDOに「ドンブリ耕太」名義で正式なチーム員となる。
- ナレーション
  - 斉藤リョーツ＆鈴木ケイザブロー
- オープニング曲
  - インサートデザート (米米CLUB)